# Aksamitkówka złota

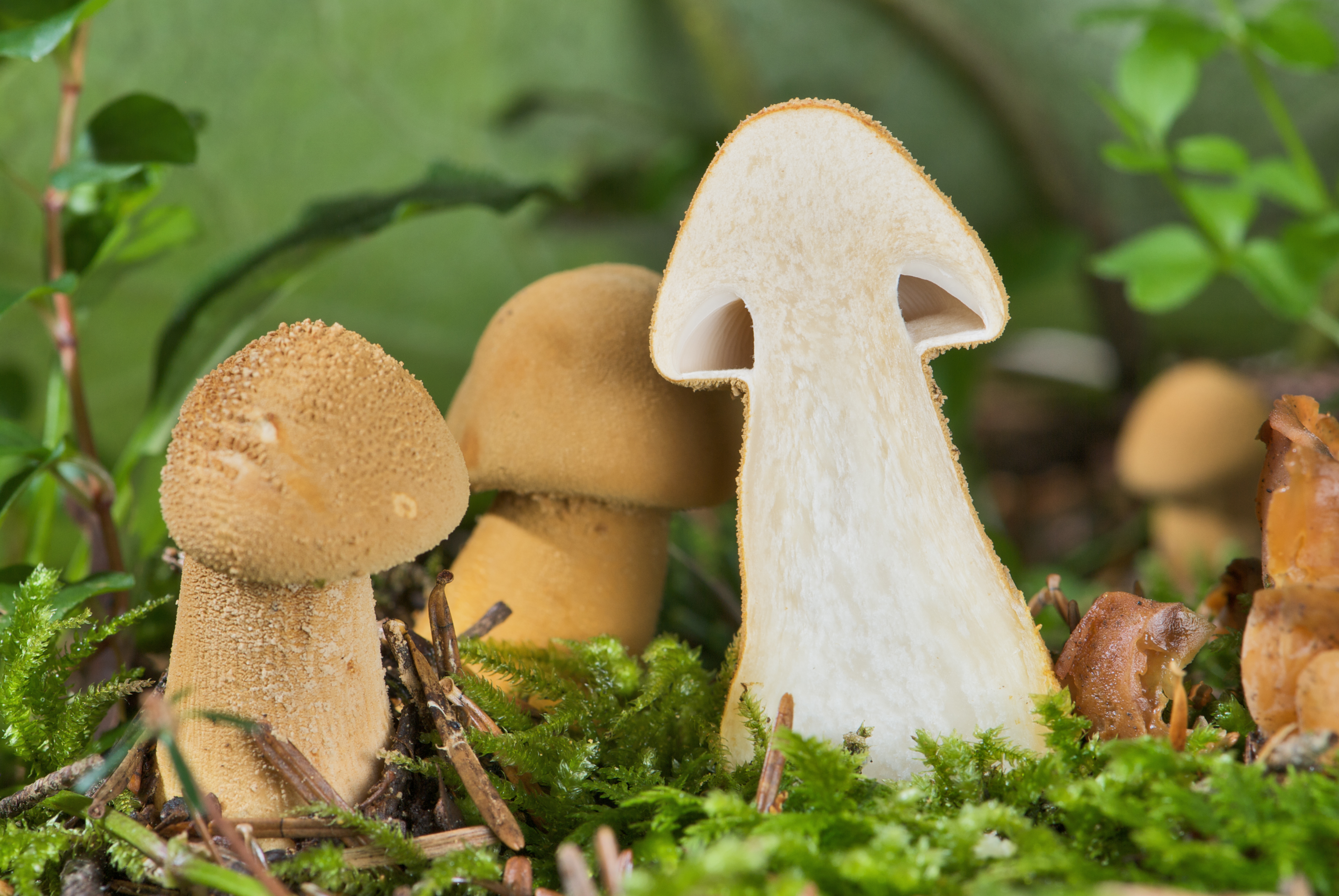
Młode owocniki Phaeolepiota aurea.

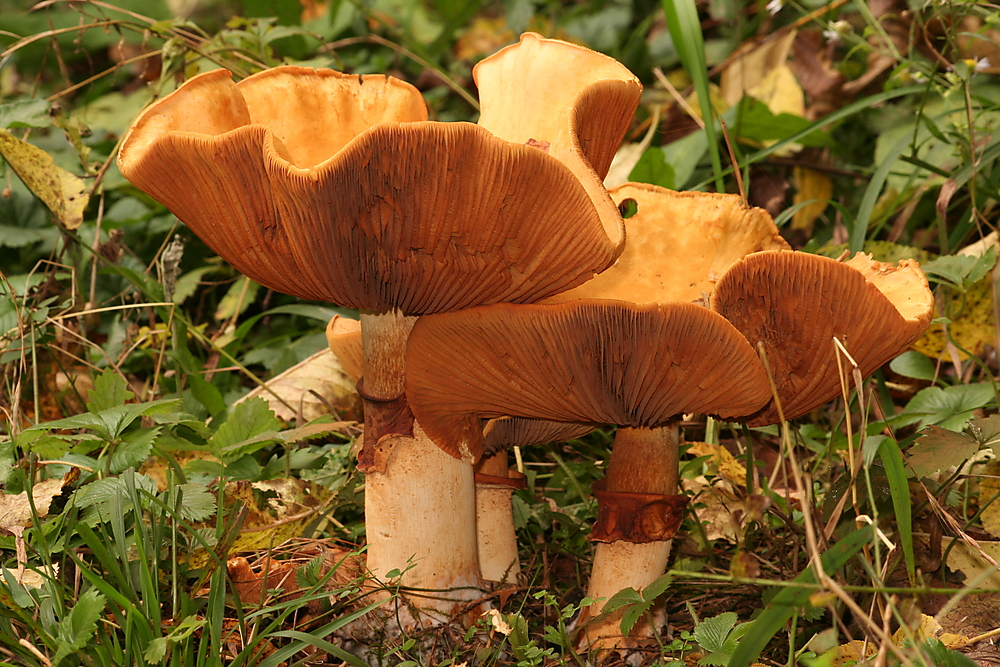
Dojrzałe owocniki Phaeolepiota aurea

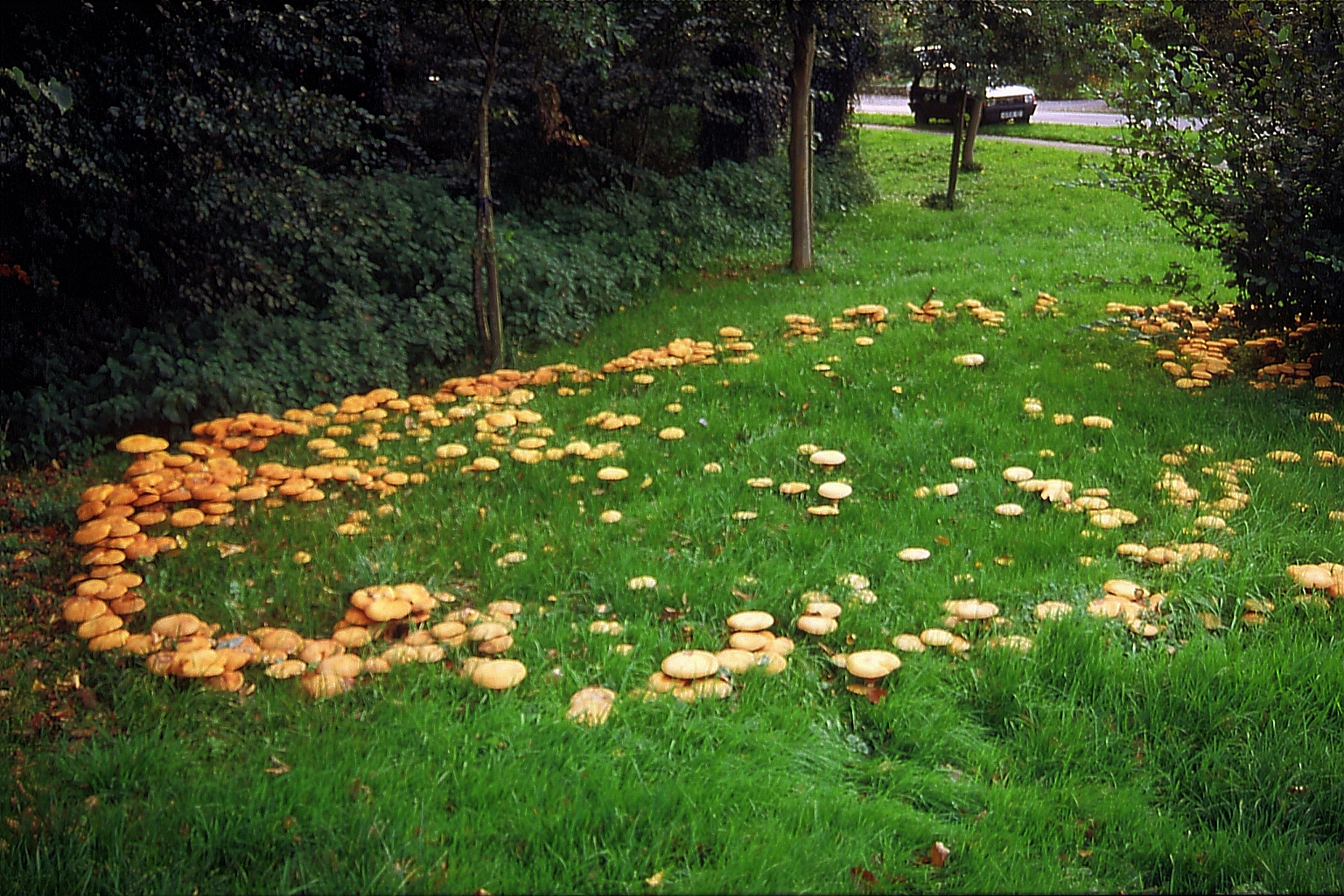
Czarcie koło owocników aksamitkówki złotej

Aksamitkówka złota (Phaeolepiota aurea (Matt.) Maire) – gatunek grzybów z rzędu pieczarkowców (Agaricales). 

## Systematyka i nazewnictwo
Pozycja w klasyfikacji według Index Fungorum: Phaeolepiota, Incertae sedis, Agaricales, Agaricomycetidae, Agaricomycetes, Agaricomycotina, Basidiomycota, Fungi.
Po raz pierwszy takson ten zdiagnozował w 1772 r. Heinrich Gottfried von Mattuschka nadając mu nazwę Agaricus aureus. Obecną, uznaną przez Index Fungorum nazwę nadał mu w 1928 r. René Charles Maire. Jest jedynym przedstawicielem monotypowego rodzaju Phaeolepiota.
Ma ponad 20 synonimów łacińskich. Niektóre z nich:

- Agaricus aureus Matt. 1777
- Agaricus aureus var. herefordensis Renny 1883
- Agaricus aureus var. vahlii (Schumach.) Cooke 1884
- Agaricus spectabilis Fr. 1828
- Agaricus vahlii Schumach. 1803
- Cystoderma aureum (Matt.) Kühner & Romagn. 1953
- Fulvidula spectabilis (Fr.) Romagn. 1937
- Gymnopilus spectabilis (Fr.) Singer 1951
- Lepiota pyrenaea Quél. 1887
- Pholiota aurea (Matt.) Sacc. 1887
- Pholiota aurea (Matt.) Sacc. 1887 var. aurea
- Pholiota spectabilis (Fr.) P. Kumm. 1871
- Pholiota vahlii Weinm. 1836
- Rozites spectabilis (Fr.) Singer 1922
- Togaria aurea (Matt.) W.G. Sm. 1908

Nazwę polską podał Władysław Wojewoda w 2003 r. W polskim piśmiennictwie mykologicznym gatunek ten opisywany był wcześniej jako aksamitka złota. 

## Morfologia
Kapelusz
Średnica 5-20 centymetrów, najpierw półkolisty, potem w kształcie dzwonka, stożka aż do wypukłego. Barwa złotożółta do żółtobrązowej, nierzadko z pomarańczowym odcieniem. Jest matowy, pokryty drobniutkimi ziarenkami. Brudzą dłoń przyklejając się do niej, gdy ktoś dotknie kapelusza. Brzeg ostry, zwieszają się na nim resztki osłony. Powierzchnia czasami jest pomarszczona.
Blaszki
Nie przyczepione do trzonu, gęste, barwy kremowej, następnie ochrowej i ochrowobrązowej.
Trzon
Nad pierścieniem kremowy lub żółtawy, gładki. Pod nim żółtawy po żółtobrązowy z ziarenkowatymi łuseczkami. Walcowaty, ale o rozszerzonej podstawie. Twardy, lecz elastyczny. Ma pierścień koloru złocistobrązowego, na dole z ziarenkami.
Miąższ
Biały, żółtawy, po przecięciu żółknący, o kwaskowatym i aromatycznym zapachu. Smak nieokreślony, ale łagodny.
Wysyp zarodników
Rdzawobrązowy. Zarodniki podłużne, zaostrzone, szorstkie, o średnicy 10–14 × 5–6 µm, bez pory rostkowej. Trama blaszek regularna (strzępki biegną równolegle).

## Występowanie i siedlisko
W Polsce gatunek rzadki. Znajduje się na Czerwonej liście roślin i grzybów Polski. Ma status R – potencjalnie zagrożony z powodu ograniczonego zasięgu geograficznego i małych obszarów siedliskowych. Znajduje się na listach gatunków zagrożonych także w Anglii, Holandii, i Niemczech.  
Rośnie w lasach liściastych i mieszanych, parkach i zaroślach, również w kępach pokrzyw i innych roślin, w rowach i na poboczach dróg. Owocniki wytwarza od sierpnia do listopada. 

## Znaczenie
Saprotrof. Grzyb niejadalny.

## Gatunki podobne
Z powodu charakterystycznego wyglądu gatunek ten jest łatwo rozpoznawalny. Można go pomylić tylko z niektórymi ziarnówkami (Cystoderma), ale są one dużo mniejsze.